# Johan Knudsen
Johan Christian Severin Knudsen, född 10 december 1865 på gården Moutrup i Blidstrup på Mors, död 22 december 1942, var en dansk politiker. Han var bror till Christen Riis-Knudsen.
Knudsen var i sin ungdom journalist och anställd i radikala tidningar samt 1891–1923 godsägare på Jylland. Han var 1906–1913 och 1918–1920 ledamot av folketinget, där han tillhörde Højre, sedermera Det Konservative Folkeparti, och ett par år var partiets ordförande. Meningsskiljaktigheter med partiets yttersta flygel, bland annat i Sønderjyllandsfrågan, föranledde honom att alldeles lämna politiken.